# スコットランド国際ピアノコンクール
スコットランド国際ピアノコンクール Scottish International Piano Competitionはイギリスのグラスゴーで行われる国際ピアノコンクール。

## 概要
1986年から続いている国際ピアノコンクール。1994年に国際音楽コンクール世界連盟に加盟。2012年からはAAFにも加盟した。
このコンクールは、第1位受賞者が必ずなんらかの大型国際ピアノコンクールを制する可能性が極めて高くなったため急激に知名度が上がった。浜松国際ピアノコンクールがホームタウンディシジョンの多すぎで水準が膠着したのと入れ替わるようにして成長し、現在ではジャン・チャクムル、ジョナタン・フォルネルを輩出したコンクールとして話題を集めている。
過去のスコットランド国際ピアノコンクールは、かつてプロコフィエフの1番の協奏曲やラヴェルの左手のためのピアノ協奏曲が演奏できる内容で話題となっていた。
現在のスコットランド国際ピアノコンクールはかつての浜松国際ピアノコンクールを微妙に模倣したような内容で争われており、受賞者は必然的に他の国際コンクールの転戦組になりやすい。珍しい点としてはバロックが必修になっている点である。その結果としてワンオブゼムと見切った応募者による棄権が多く、2023年の出場者は過去最小の24人であった。
出場者が多くなりすぎないせいで、ホームタウンディシジョンは回避されることが多く、アジア人偏重にもなりにくい。このあたりが評判を上げている。

## 優勝者一覧
- 1986年Graham McNaught (イギリス)
- 1990年Daniel Wiesner (チェコ)
- 1992年Sergey Babayan (ロシア連邦)
- 1995年Giampaolo Stuani (イタリア)
- 1998年アレクサンダー・コブリン (ロシア連邦)
- 2001年Chenyin Li (ニュージーランド)
- 2004年Tanya Gabrielian (アメリカ合衆国)
- 2007年Tom Poster (イギリス)
- 2010年Oxana Shevchenko (カザフスタン)
- 2014年ジョナタン・フォルネル (フランス)
- 2017年ジャン・チャクムル (トルコ)
- 2023年Jonathan Mamora (アメリカ合衆国)